# Balls to Picasso
Balls to Picasso è il secondo album in studio del cantante britannico Bruce Dickinson,  pubblicato nel 1994 dalla EMI.

## Il disco
Dopo la fuoriuscita del cantante dagli Iron Maiden ed un periodo di pausa durato un anno, Dickinson si ripresenta al pubblico con un album profondamente diverso da Tattooed Millionaire: il genere Hard rock che aveva fatto la fortuna del precedente lavoro è sostituito da una miscela molto variegata di brani che spaziano dal metal aggressivo di Cyclops alla ballad quasi Jazz Change of Hearts, da composizioni quasi maideniane come 1000 Points of Light e Fire alle intrusioni Rap di Sacred Cowboys. L'album è stato duramente criticato, ai tempi, per la mancanza di uno stile guida ben definito a dimostrare come il cantante non avesse le idee molto chiare su quale direzione dare alla sua carriera solista. Il brano conclusivo Tears of the Dragon, apprezzato dalla critica ed acclamato dai fans ad ogni sua esibizione dal vivo, non è stato sufficiente a sollevare le sorti dell'album, che ha raccolto risultati deludenti in termini di vendite.
Dickinson è accompagnato dal chitarrista Roy Z e dai membri della sua band, i Tribe of Gypsies.
Il Bonus CD abbinato all'album nell'edizione del 2005 contiene tutte le b-sides inserite nei due singoli Tears of the Dragon e Shoot All the Clowns pubblicati in differenti versioni.

## Tracce

### CD 1
1. Cyclops - 7:56 -  (B. Dickinson, Roy Z)
2. Hell no - 5:11 -  (B. Dickinson, Roy Z)
3. Gods of war - 5:01 -  (B. Dickinson, Roy Z)
4. 1000 points of light - 4:24 -  (B. Dickinson, Roy Z)
5. Laughing in the hiding bush - 4:20 -  (B. Dickinson, Roy Z, A. Dickinson)
6. Change of heart - 4:57 -  (B. Dickinson, Roy Z)
7. Shoot all the clowns - 4:23 -  (B. Dickinson, Roy Z)
8. Fire - 4:27 -  (B. Dickinson, Roy Z, E. Casillas)
9. Sacred cowboys - 3:51 -  (B. Dickinson, Roy Z)
10. Tears of the dragon - 6:20 -  (B. Dickinson)

### CD 2 (Bonus Cd Edizione 2005)
1. Fire Child - 6:24
2. Elvis has Left the Building - 3:23
3. The Breeding House - 5:20
4. No Way Out... to be Continued - 7:31
5. Tears of the Dragon (acoustic chill-out) - 4:32
6. Winds of Change '94 - 4:16
7. Spirit of Joy - 3:13
8. Over and Out - 4:32
9. Shoot All the Clowns (12" extended remix) - 5:39
10. Laughing in the Hiding Bush (live) - 4:17
11. The Post Alternative Seattle Fall Out (live) - 5:04
12. Shoot All the Clowns (7" remix) - 4:17
13. Tibet - 3:01
14. Tears of the Dragon (First Bit, Long Bit, Last Bit) - 8:18
15. Cadillac Gas Mask - 4:08
16. No Way Out... Continued - 5:18

## Formazione
- Bruce Dickinson - voce
- Roy Z - chitarra
- Eddie Casillas - basso
- Dave Ingraham - batteria
- Doug Van Booven - percussioni
- Jim Crichton - tastiera
- Dickie Fliszar - batteria in Tears of the Dragon
- Mario Aguilar - cori in Shoot all the Clowns
- Dean Ortega - cori in Shoot all the Clowns

## Curiosità
- Nei crediti della canzone Laughing in the Hiding Bush è citato il figlio di Bruce, Austin Dickinson.